# Marder II
Marder II (Sd. Kfz.131 або 132; пер. «куниця», тр. «Ма́рдер») або повна офіційна назва «7,5 cm РаК 40/2 auf Fgst Pz Kpfw II Ausf А-F» — німецька легка 75-мм протитанкова САУ часів Другої світової війни, розроблена на базі легкого танку Panzer II.
З'явилася завдяки прийняттю на озброєння Вермахту 75-мм протитанкової гармати PaK 40, встановленої на шасі легкого танка Pz.II A.
Успішно застосовувалася переважно на Східному фронті з початку літа 1942 до кінця війни.
Машини «Marder II» були основним озброєнням дивізіонів винищувачів танків (нім. Panzerjager Abteilung) на Східному та Західному фронтах, в Північній Африці і в Італії.

## Історія
Вже на початку операції "Барбаросса" стало зрозуміло, що Вермахт не може на достатньому рівні протистояти деяким видам танків противника. Тогочасні німецькі Panzer II та чеські Panzer 38(t) мали слабке бронювання, а їх гармати не могли ефективно пробивати броню Т-34 та КВ-1. 
Ще однією проблемою було те, що тогочасна стандартна протитанкова гармата Pak 36 також мала ряд недоліків: ефективність була недостатньою, також буксировану гармату було порівняно складно доставляти на позиції. Отже, загальною стала потреба у новій протитанковій гарматі, яка була б одночасно більш потужною та мобільною. Такою гарматою була Pak 40 калібром 75 мм, іншим варіантом було використання захоплених радянських гармат Ф-22. Для забезпечення кращої мобільності потрібно було встановити ці гармати на якесь самохідне шасі.
На той час німці уже отримали досвід перероблення застарілих танків та озброєння — саме так було створено самохідну гармату Panzerjäger I. 

## Варіанти
Назва Marder II використовується для двох проєктів, що досить сильно відрізняються. Один з них (Sd.Kfz. 132)  використовував німецьку гармату Pak 40, інший (Sd.Kfz. 131) — перероблені радянські гармати Ф-22. 
Розробкою обох проєктів займалась компанія Alkett, вона ж виготовляла устаткування для переробки. Частину робіт з конвертування вже виготовлених танків у САУ виконували на заводах-виробниках.

### Sd.Kfz. 131
Робота над проєктом Sd.Kfz. 131 почалась у травні 1942 після того, як міністр озброєнь та боєприпасів Альберт Шпеер доповів Гітлеру про можливість встановлення гармати Pak 40 на шасі танку Panzer II Ausf.D. Вже у липні 1942 на заводах у Варшаві та Вроцлаві були виготовлені перші 30 екземплярів нової САУ.
Через додавання нової гармати та іншого устаткування вага машини збільшилась з 9 (в оригінального Panzer II) до 11 тонн. Відповідно, в процесі перероблювання потрібно було посилювати підвіску машин. Двигун танку при цьому не змінювався.
В цілому, на заводах різних компаній (FAMO, M.A.N., Daimler-Benz та Škoda) було виготовлено близько 600 машин. 

### Sd.Kfz. 132

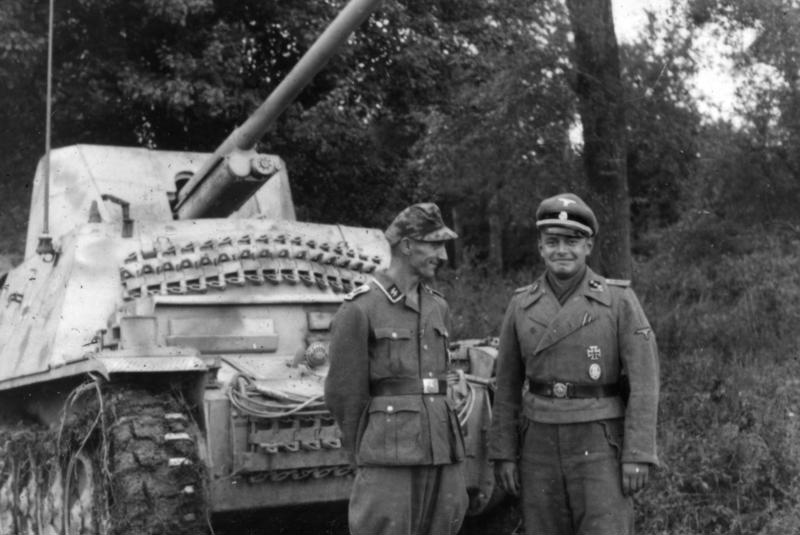
Marder II (Sd.Kfz. 132)

У грудні 1941 компанія Alkett отримала замовлення на розробку проєкту САУ на основі гармат 7.62 cm PaK 36(r) та шасі танків Panzer II Flamm. Перші 150 машин з'явились у квітні-травні 1942 року. Пізніше, в середині 1943, було додатково створено близько 60 САУ цього типу.
Гармату 7.62 cm PaK 36(r) отримували доопрацювання захоплених радянських гармат Ф-22. Однією з модифікацій було додавання можливості використання стандартного німецького боєприпасу Pak40 — він був майже в два рази довшим і трохи ширшим за його радянський аналог. Таким чином конструктори збільшили потужність гармати та позбулись залежності від радянських боєприпасів.
Танки Panzer II Flamm були вогнеметними модифікаціями Panzer II Ausf. D та  Panzer II Ausf. E. Одразу після створення у 1942 році їх характеристики було визнано незадовільними й всі виготовлені машини відправили на перероблення у САУ Sd.Kfz. 132.

## Бойове використання

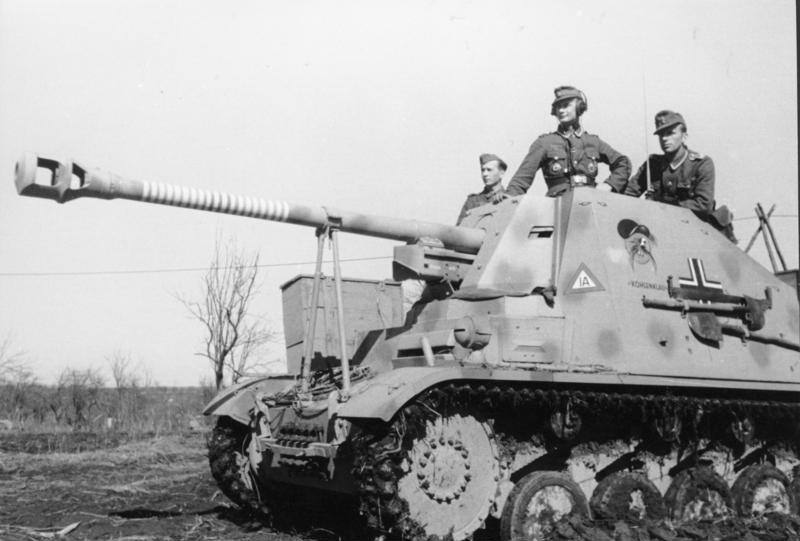
Відома Marder II "Kohlenklau". Позначки на стволі вказують на 19 знищених танків противника.

Найбільш широко машини Marder II використовувались на Східному Фронті. 
На відстані до 1200 м САУ Sd.Kfz. 131 могла вразити башту Т-34 або цілком знищити M3 Lee (які поставлялись до СРСР по програмі ленд-лізу). 
Недоліком машини була відносно низька скорострільність — близько 5 пострілів на хвилину. Також через невеликий боєкомплект машинам часто доводилось повертатись для поповнення на початкові позиції.
Бронювання САУ було занадто тонким; воно могло захистити екіпаж від стрілецької зброї та осколків, але не від бронебійних снарядів. Крім того, через відкриту рубку устаткування всередині машини (радіо, навігаційне обладнання) було вразливе до проявів поганої погоди, дощу та пилу.